# WD 0821-669
WD 0821-669 (SCR J0821-6703) es una enana blanca de magnitud aparente +15,34.
Está encuadrada en la constelación de Volans, el pez volador, y se localiza 1º al sur de β Volantis.
Se encuentra a 34,8 años luz de distancia del sistema solar.
WD 0821-669 tiene tipo espectral DA9.8, siendo el hidrógeno predominante en su atmósfera.
Las enanas blancas no generan energía por fusión nuclear, sino que radian al exterior el exceso de calor a un ritmo constante, por lo que con el paso del tiempo su temperatura superficial va descendiendo.
WD 0821-669 tiene una temperatura efectiva relativamente baja de 5150 ± 100 K, consecuencia de su largo tiempo de enfriamiento, 6220 ± 160 millones de años.
Dicha cifra es superior a la edad del Sol (4600 millones de años) y es que WD 0821-669 es una de las enanas blancas más antiguas de nuestro entorno.
La luminosidad de WD 0821-669 es baja incluso para una enana blanca y equivale al 0,009% de la luminosidad solar.
Su luminosidad es 1/300 inferior a la de Sirio B —la compañera estelar de Sirio (α Canis Majoris)—, y la mitad de la estrella de Van Maanen, la enana blanca solitaria más próxima al Sol.
WD 0821-669 posee una masa de 0,65 ± 0,01 masas solares —comparable a la de Gliese 293 y GJ 3483, dos enanas blancas también en la constelación de Volans—, siendo éste un valor habitual para este tipo de objetos.